# Divisa Nova
Divisa Nova é um município brasileiro no Sul do estado de Minas Gerais, Região Sudeste do país. Localiza-se a oeste da capital do estado, distando desta cerca de 460 km. Ocupa uma área de 216,697 km² e sua população em 2017  era estimada em 6 068 habitantes.
O município tem uma temperatura média anual de 20,4 °C e na vegetação original do município predomina a Mata Atlântica. Com 80,84% da população vivendo na zona urbana, Divisa Nova contava, em 2012, com seis estabelecimentos de saúde. O seu Índice de Desenvolvimento Humano (IDH) é de 0,670, classificado como médio em relação à média nacional.
A formação do município se deu por uma sociedade de moradores locais que comprou uma  área de 40 alqueires para a construção de uma capela e para a formação de um povoado, transformado em distrito do município de Cabo Verde em 1870 e emancipado  em 1938.
A agropecuária, o comércio e a prestação de serviços configuram-se como prevalecentes fontes empregadoras da população divisanovense. A culinária, o artesanato e eventos festivos, tais como a Cavalgada e as comemorações do aniversário do município, são algumas das principais manifestações culturais.

## História
Com a descoberta de ouro de aluvião nas cabeceiras do Ribeirão Assunção, afluente do Rio Cabo Verde. Muitos homens se fixaram nas terras férteis da região da Freguesia de Nossa Senhora da Assumpção do Cabo Verde com o intuito de adquirir riquezas. Entre estes estavam o Capitão Antônio da Silva Freire, Joaquim José de Figueiredo, Francisco José de Melo e o padre Manuel Gonçalves de Correa. Que fundaram em julho de 1859 a Sociedade Criadora da Povoação de Nossa Senhora da Conceição da Divisa.
A sociedade comprou do Capitão Silvério Luiz de Figueiredo uma área de 40 alqueires em um local denominado “Divisa” na Fazenda Santo Antônio do Pinhal. A recém criada sociedade  doou a área para construção de uma Capela em homenagem a Nossa Senhora da Conceição e para formação de um povoado, inicialmente denominado "Nossa Senhora da Conceição da Boa Vista”, em homenagem à santa de devoção dos moradores e a bela paisagem da localidade.
Com o crescimento da população em 11 de março de 1870 o povoado de Nossa Senhora da Conceição da Boa Vista foi elevado à categoria de distrito de Vila Nova de Cabo Verde. Em 1911 o então distrito teve seu nome simplificado para Conceição da Boa Vista.

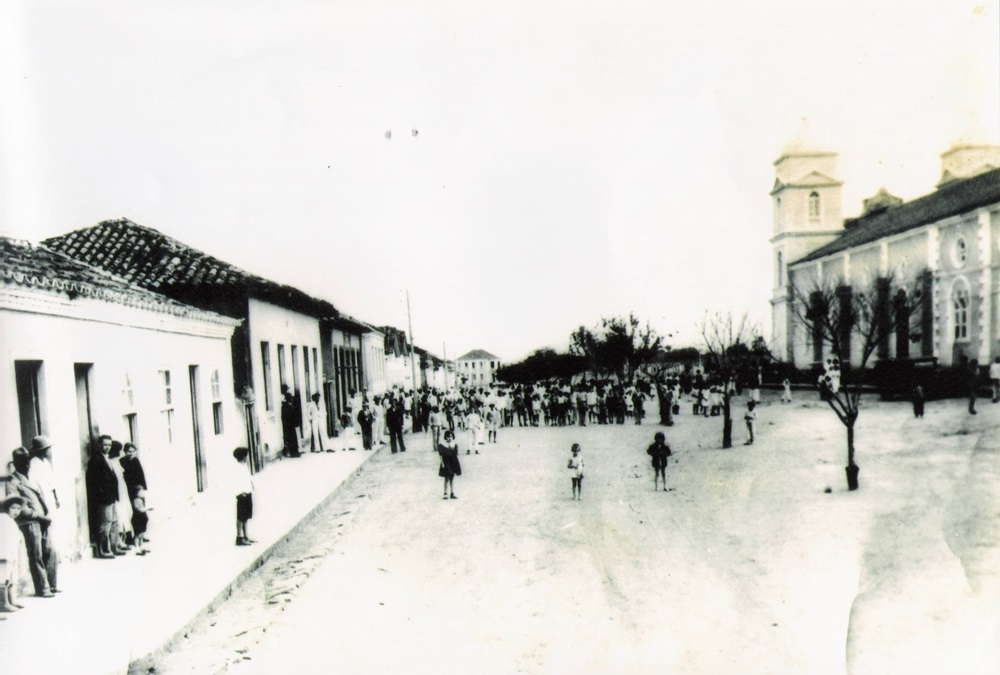
Distrito de Nossa Senhora da Conceição da Boa Vista.

Pela lei estadual nº 823, de 07 de setembro de 1923, o distrito teve seu nome modificado para Divisa Nova. Em decorrência da localização das terras doadas pela sociedade formadora do povoado.
Em 17 de dezembro de 1938, através da lei estadual nº 148, o distrito de Divisa Nova é desmembrado do município de Cabo Verde sendo elevado à categoria de município. Até hoje o município pertence a comarca de Cabo Verde.

## Geografia
A área do município, segundo o Instituto Brasileiro de Geografia e Estatística (IBGE), é de 216,697 km², sendo que 0,3682 km² constituem a  zona urbana e os 216,3288 km² restantes constituem a zona rural. Situa-se a 21° 30' 39"  de latitude sul e 46°11'45" de longitude oeste e está a uma distância de 460 quilômetros a oeste da capital mineira.
Seus municípios limítrofes são Cabo Verde a oeste; Botelhos, a sudeste; Alfenas, a nordeste; Areado, a sudoeste; Campestre a leste-sudeste e Serrania a leste.
De acordo com a divisão do Instituto Brasileiro de Geografia e Estatística vigente desde 2017, o município pertence às Regiões Geográficas Intermediária de Varginha e Imediata de Alfenas . Até então, com a vigência das divisões em microrregiões e mesorregiões, o município fazia parte da microrregião de Alfenas, que por sua vez estava incluída na mesorregião Sul Sudoeste de Minas Gerais.

### Relevo e hidrografia
O relevo do município de Divisa Nova é predominantemente sinuoso com algumas áreas montanhosas. A altitude máxima encontra-se na Serra do Cavaco, que chega aos 1 070 metros, enquanto que a altitude mínima está na foz do Rio Cabo Verde no lago de furnas, com 780 metros. Já o ponto central da cidade está a 877 m.
Os principais cursos de água que banham o município são o rio Cabo Verde e o rio Muzambo, os quais fazem parte da bacia hidrográfica do rio Grande. Com a construção da Usina Hidrelétrica de Furnas em 1958 uma pequena área do município foi alagada pelas águas do lago da Usina.

### Clima

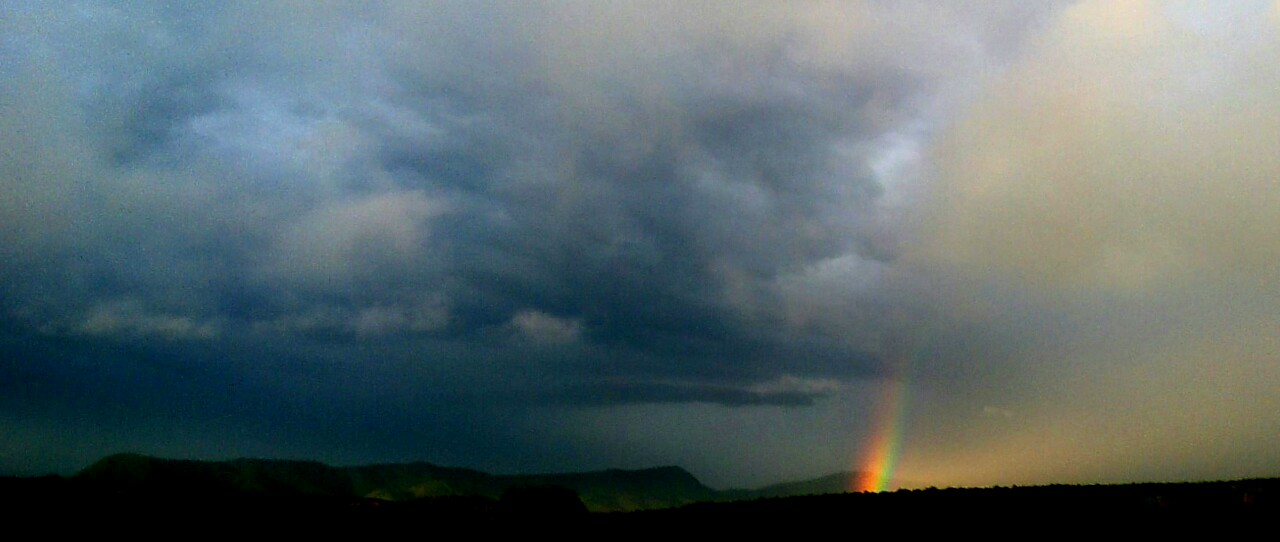
Tempestade acompanhada por um arco-íris no município de Divisa Nova.

O clima divisanovense é caracterizado, segundo o IBGE, como Clima tropical de altitude (tipo Cwa segundo Köppen), tendo temperatura média anual de 20,4 °C com invernos secos e amenos e verões chuvosos e com temperaturas elevadas. O mês mais quente, fevereiro, tem temperatura média em torno dos 22,7 °C, sendo a média máxima de 27,7 °C e a mínima de 17,7 °C. E o mês mais frio, julho, com uma média histórica de 16,1 °C, sendo 23,4 °C e 8,7 °C as médias máxima e mínima, respectivamente. Outono e primavera são estações de transição.
A precipitação média anual é de 1 612 mm, concentrados nos meses de primavera e verão. Nos últimos anos, entretanto, os dias quentes e secos durante o verão têm sido cada vez mais frequentes, não raro ultrapassando a marca dos 30 °C. Durante a época das secas e em longos veranicos em pleno período chuvoso também são comuns registros de queimadas em morros e matagais, principalmente na zona rural do município, o que contribui com o desmatamento e com o lançamento de poluentes na atmosfera, prejudicando ainda mais a qualidade do ar.
Segundo o Instituto Nacional de Pesquisas Espaciais (INPE), o município, tem uma média anual de 4.75 raios por quilômetro quadrado.
| Dados climatológicos para Divisa Nova      | Dados climatológicos para Divisa Nova | Dados climatológicos para Divisa Nova | Dados climatológicos para Divisa Nova | Dados climatológicos para Divisa Nova | Dados climatológicos para Divisa Nova | Dados climatológicos para Divisa Nova | Dados climatológicos para Divisa Nova | Dados climatológicos para Divisa Nova | Dados climatológicos para Divisa Nova | Dados climatológicos para Divisa Nova | Dados climatológicos para Divisa Nova | Dados climatológicos para Divisa Nova | Dados climatológicos para Divisa Nova |
| Mês                                        | Jan                                   | Fev                                   | Mar                                   | Abr                                   | Mai                                   | Jun                                   | Jul                                   | Ago                                   | Set                                   | Out                                   | Nov                                   | Dez                                   | Ano                                   |
| ------------------------------------------ | ------------------------------------- | ------------------------------------- | ------------------------------------- | ------------------------------------- | ------------------------------------- | ------------------------------------- | ------------------------------------- | ------------------------------------- | ------------------------------------- | ------------------------------------- | ------------------------------------- | ------------------------------------- | ------------------------------------- |
| Temperatura máxima média (°C)              | 27,6                                  | 27,7                                  | 27,7                                  | 26,3                                  | 24,6                                  | 23,4                                  | 23,4                                  | 25,5                                  | 26,4                                  | 27,1                                  | 27,3                                  | 26,7                                  | 26,1                                  |
| Temperatura mínima média (°C)              | 17,9                                  | 17,7                                  | 17                                    | 15                                    | 13                                    | 10                                    | 8,7                                   | 11,2                                  | 13,4                                  | 15,3                                  | 16,5                                  | 17,4                                  | 14,4                                  |
| Precipitação (mm)                          | 292                                   | 219,2                                 | 196,8                                 | 76,7                                  | 54,5                                  | 29,8                                  | 27,7                                  | 27,5                                  | 62,5                                  | 141                                   | 192,8                                 | 291,5                                 | 1 612                                 |
| Fonte: Jornal do Tempo 17 de abril de 2017 |                                       |                                       |                                       |                                       |                                       |                                       |                                       |                                       |                                       |                                       |                                       |                                       |                                       |

### Bairros rurais
- Capetinga
- Cavaco
- Estiva
- Grama
- Faxinal
- Sertãozinho
- Serrinha
- Paca

### Meio ambiente

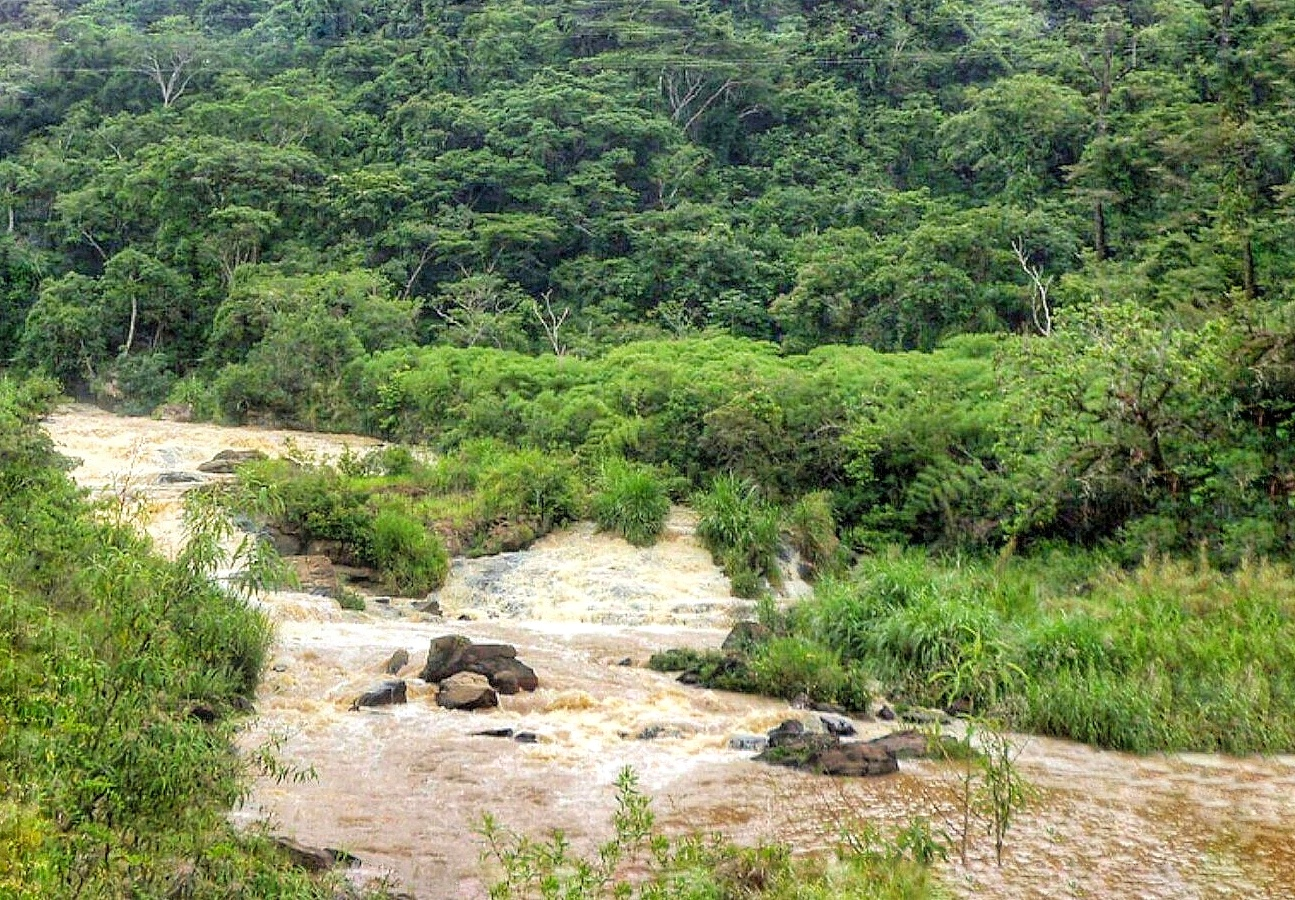
Cachoeira do Rio Cabo Verde entre Divisa Nova e Cabo Verde.

A vegetação nativa  pertence ao domínio florestal Atlântico (Mata Atlântica). Em 2011, as reservas remanescentes de Mata Atlântica ocupavam 1054 hectares, o que representa 6,6% da área total do município.

## Economia
No Produto Interno Bruto (PIB) de Divisa Nova, destacam-se a agropecuária e a área de prestação de serviços, com significativa participação da Cafeicultura. De acordo com dados do IBGE, relativos a 2014, o PIB do município era de R$ 100,859 mil, 4,859 mil eram de impostos sobre produtos líquidos de subsídios a preços correntes e o PIB per capita era de R$ 10 875,39. Em 2010, 66,40% da população maior de 18 anos era economicamente ativa, enquanto que a taxa de desocupação era de 2,97%.
Salários juntamente com outras remunerações somavam 6,883 mil reais e o salário médio mensal de todo município era de 1,5 salários mínimos. Havia 123 unidades locais e 122 empresas atuantes em 2012.
Setor primário
| Produção de Café, Milho, Feijão e Cana-de-Açúcar em Divisa Nova no ano 2012 | Produção de Café, Milho, Feijão e Cana-de-Açúcar em Divisa Nova no ano 2012 | Produção de Café, Milho, Feijão e Cana-de-Açúcar em Divisa Nova no ano 2012 | Produção de Café, Milho, Feijão e Cana-de-Açúcar em Divisa Nova no ano 2012 |
| --------------------------------------------------------------------------- | --------------------------------------------------------------------------- | --------------------------------------------------------------------------- | --------------------------------------------------------------------------- |
| Produto                                                                     | Área colhida (hectares)                                                     | Produção (tonelada)                                                         |                                                                             |
| Café                                                                        | 1.406                                                                       | 2.531                                                                       |                                                                             |
| Milho                                                                       | 460                                                                         | 3.220                                                                       |                                                                             |
| Feijão                                                                      | 400                                                                         | 759                                                                         |                                                                             |
| Cana-de-Açúcar                                                              | 740                                                                         | 68.080                                                                      |                                                                             |

Em 2014, a pecuária e a agricultura acrescentaram 14 417 mil reais na economia de Divisa Nova. Segundo o IBGE, em 2012 o município possuía um rebanho de cinco asininos, 15,800 bovinos, 140 bubalinos, 300 equinos, 30 muares, 30 ovinos, 1,320 suínos e 24,000 aves, entre estas 6,000 galinhas e 16,000 galos, frangos e pintainhos. Neste mesmo ano, a cidade produziu 5,341 mil litros de leite de 4,900 vacas, 53 mil dúzias de ovos de galinha e 500 quilos de mel de abelha.
Na lavoura temporária, são produzidos principalmente cana-de-açúcar, milho, feijão, batata e a soja. Na lavoura permanente se destacam a produção de café arábica que é o principal produto gerador de renda do município e a produção de uvas (50 toneladas).
Setores secundário e terciário
A indústria, em 2014, era o setor menos relevante para a economia do município. Adicionando 3 279 mil reais ao PIB de Divisa Nova. A produção industrial ainda é incipiente na cidade, mesmo que comece a dar sinais de aprimoramento, principalmente na  área de confecção. Já o setor de prestação de serviços, administração, saúde e educação públicas e seguridade social adicionou 21 756 mil reais ao PIB do município.

### Cafeicultura
A cafeicultura em Divisa Nova, desempenha um papel significativo na economia local e regional. Com suas condições climáticas favoráveis e solos férteis, a região se destaca como produtora de café de alta qualidade, conquistando reconhecimento tanto no mercado nacional quanto internacional.
Divisa Nova se encontra em uma altitude ideal para o cultivo do café, variando de 800 a 1.200 metros acima do nível do mar. Essa altitude proporciona temperaturas amenas e oscilações diárias que são essenciais para o desenvolvimento adequado dos grãos de café. Além disso, o clima ameno favorece a maturação uniforme dos frutos, contribuindo para a obtenção de sabores e aromas distintos nos cafés produzidos na região.
Os solos de Divisa Nova são conhecidos por sua fertilidade, sendo ricos em nutrientes essenciais para o crescimento saudável das plantas de café. Essa combinação de clima favorável e solo fértil cria condições ideais para o cultivo de variedades de café de alta qualidade, caracterizados por sabores complexos, acidez equilibrada e aroma envolvente.
Os cafeicultores de Divisa Nova são altamente especializados e possuem um profundo conhecimento sobre o cultivo do café. Esses produtores têm passado seu conhecimento de geração em geração, aprimorando as técnicas de plantio, manejo, colheita e processamento dos grãos. A atenção aos detalhes e o compromisso com a qualidade são características marcantes dos cafeicultores da região.
A sustentabilidade também é uma preocupação importante na cafeicultura em Divisa Nova. Muitos produtores adotam práticas agrícolas responsáveis, buscando preservar os recursos naturais e minimizar o impacto ambiental. Isso inclui o uso de técnicas de manejo integrado de pragas e doenças, a aplicação criteriosa de fertilizantes e defensivos agrícolas, além da conservação de áreas de mata nativa e recursos hídricos.
A cafeicultura em Divisa Nova não se limita apenas à produção de café, mas também desempenha um papel vital na economia local. A atividade gera empregos diretos e indiretos, proporcionando renda e sustento para muitas famílias da região. Além disso, a produção de café impulsiona a economia local por meio do comércio, transporte e processamento dos grãos.

## Demografia
Em 2010, a população do município foi contada pelo Instituto Brasileiro de Geografia e Estatística (IBGE) em 5 763 habitantes. Segundo o censo daquele ano, 2 982 habitantes eram homens e 2 781 habitantes mulheres. Ainda segundo o mesmo censo, 4 659 habitantes viviam na zona urbana e 1 104 na zona rural. Já segundo estatísticas divulgadas em 2017, a população municipal era de 6 068 habitantes. Da população total em 2010, 1 427 habitantes (24,76%) tinham menos de 15 anos de idade, 3 770 habitantes (65,42%) tinham de 15 a 64 anos e 566 pessoas (9,82%) possuíam mais de 65 anos, sendo que a esperança de vida ao nascer era de 73,3 anos e a taxa de fecundidade total por mulher era de 2,5.

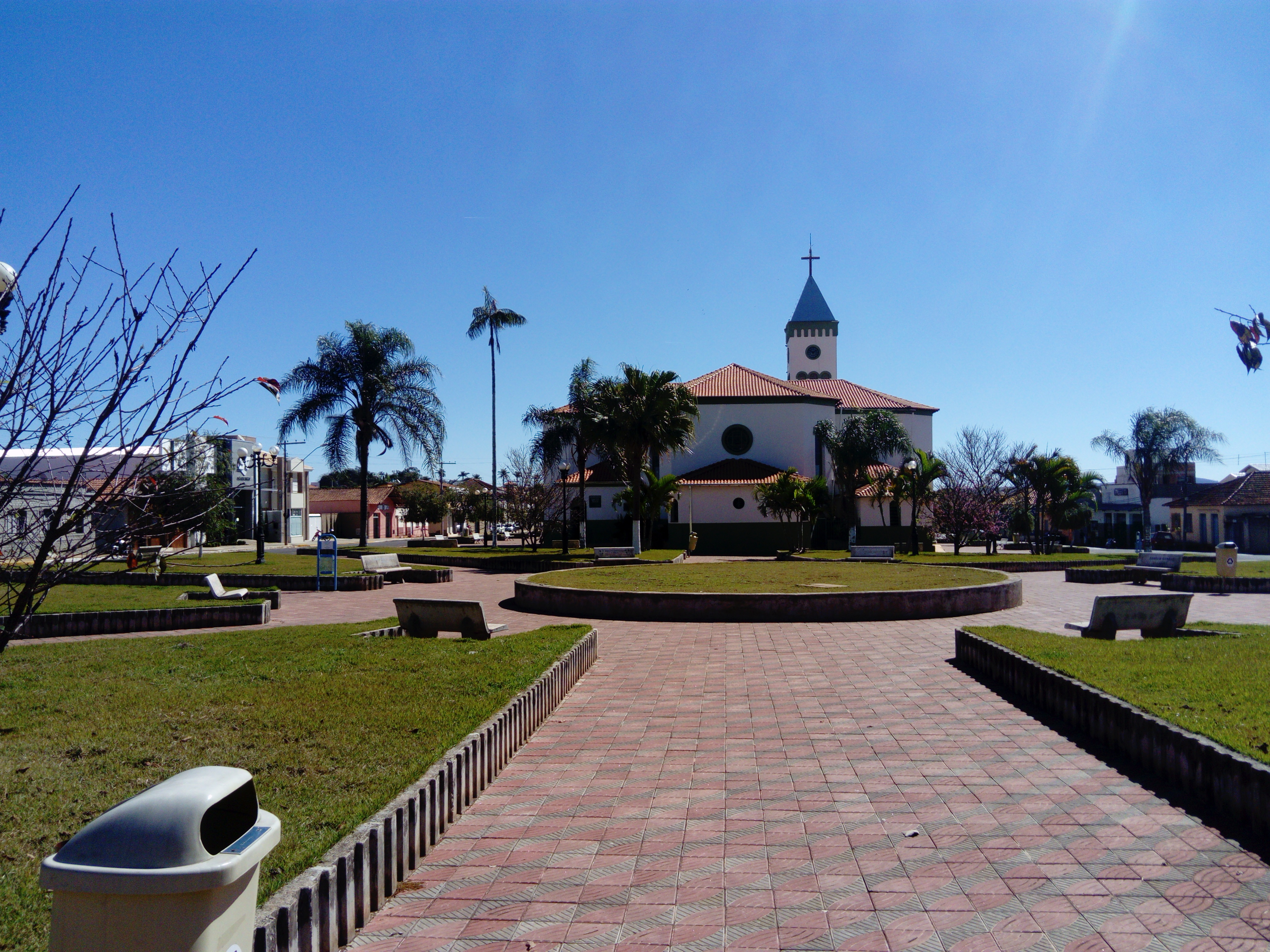
Praça Presidente Vargas

Em 2010, a população divisanovense era composta por 3 173 brancos (55%), 2 631 negros e pardos (44,2%) e  39 amarelos (0,67%) . Considerando-se a região de nascimento, 5 504 eram nascidos no Sudeste, 99 no Nordeste, 152 na região Sul e 2 no centro-oeste. 5 291 habitantes eram naturais do estado de Minas Gerais e, desse total, 3 800 eram nascidos em Divisa Nova. Entre os naturais de outras unidades da federação, São Paulo era o estado com maior presença, com 202 pessoas, seguido pelo Paraná, com 152 residentes, e pela Bahia, com 66 habitantes residentes no município.
O Índice de Desenvolvimento Humano  Municipal (IDH-M) de Divisa Nova  é considerado médio pelo Programa das Nações Unidas para o Desenvolvimento (PNUD), sendo que seu valor é de 0,670 (o  2663º maior do Brasil). O município possui a maioria dos indicadores próximos à média nacional segundo o PNUD. Considerando-se apenas o índice de educação o valor é de 0,570, o valor do índice de longevidade é de 0,801 e o de renda é de 0,660. De 2000 a 2010, a proporção de pessoas com renda domiciliar per capita de até meio salário mínimo reduziu em 53,1% e em 2010, 80,8% da população vivia acima da linha de pobreza, 13,3% encontrava-se na linha da pobreza e 5,9% estava abaixo e o coeficiente de Gini, que mede a desigualdade social, era de 0,39, sendo que 1,00 é o pior número e 0,00 é o melhor. A participação dos 20% da população mais rica da cidade no rendimento total municipal era de 45,4%, ou seja, 7,4 vezes superior à dos 20% mais pobres, que era de 6,1%.

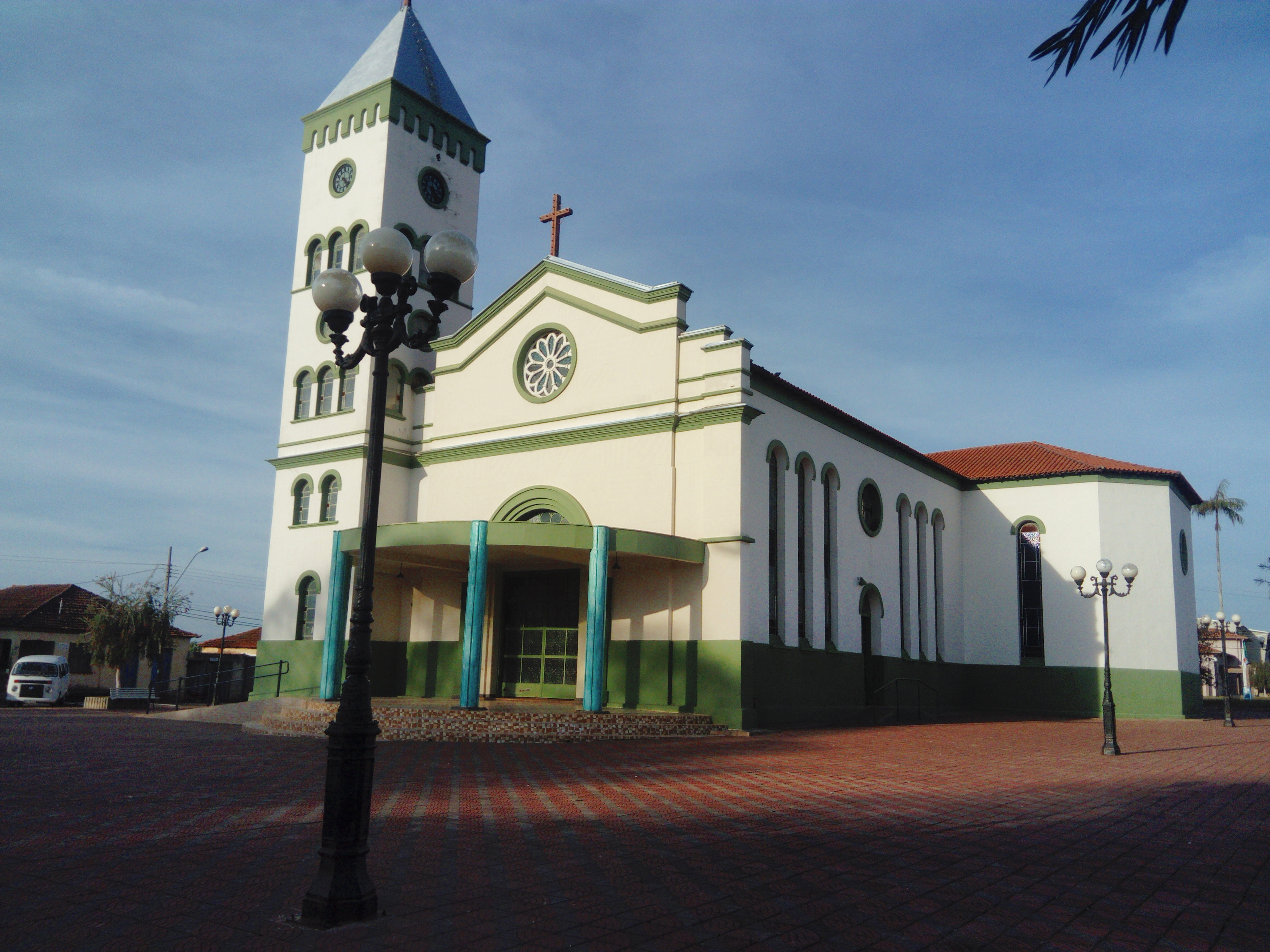
Igreja Matriz de Nossa Senhora da Conceição.

De acordo com dados do censo de 2010 realizado pelo IBGE, a população de Divisa Nova era composta por: 4 419 católicos, 982 evangélicos, 38 Testemunhas de Jeová, dez espíritas, e 223 pessoas sem religião.

## Turismo

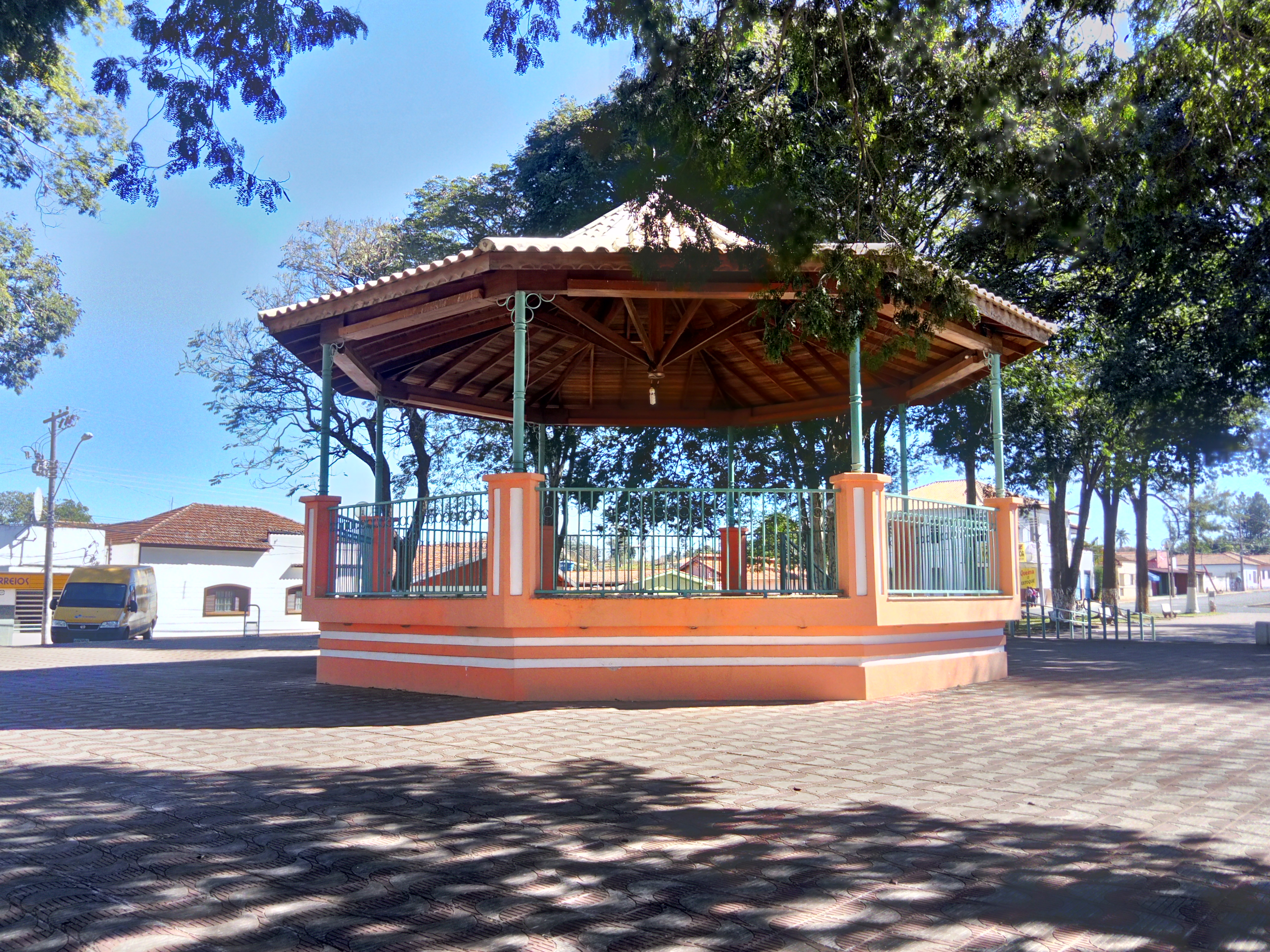
Coreto na Praça Getúlio Vargas.

Embora pequeno em número de habitantes, o município é rico em patrimônio histórico e ecológico. Entre as áreas naturais destacam-se as cachoeiras do rio Cabo Verde e a do rio Muzambo e o morro do Lago de Furnas. Uma árvore da espécie jequitibá-rosa constitui uma das grandes atrações turísticas da região. Na zona urbana os principais atrativos são as praças arborizadas, totalizando aproximadamente 1 km de extensão, de vias planas.
Divisa Nova, juntamente com os municípios de Alfenas, Alterosa, Campo do Meio, Campos Gerais, Elói Mendes, Fama, Paraguaçu, Monsenhor Paulo e Três Pontas, faz parte do Circuito Turístico do Lago de Furnas, que foi criado em 11 de junho de 2011 com o objetivo de estimular as manifestações culturais e o turismo ecológico nesses municípios.

## Infraestrutura

### Educação
O Índice de Desenvolvimento da Educação Básica (IDEB) médio entre as escolas do município  de Divisa Nova, no ano de 2015, era 5,5 (numa escala de avaliação que vai de nota 1 à 10), sendo que a nota obtida por alunos do 5º ano (antiga 4ª série) foi de 6.4 e do 9º ano (antiga 8ª série) foi de 4.7; o valor das escolas públicas de todo o Brasil era de 4,7. Em 2010, 12,5% das crianças com faixa etária entre sete e quatorze anos não estavam cursando o ensino fundamental. A taxa de conclusão, entre jovens de 15 a 17 anos, era de 62.3%. A distorção idade-série entre alunos do ensino fundamental, ou seja, com idade superior à recomendada, era de 2% para os anos iniciais e  13,7% nos anos finais e, no ensino médio, a defasagem chegava a 19,1%. Dentre os habitantes de 18 anos ou mais, 27,53% tinham completado o ensino fundamental e 17,75% o ensino médio.

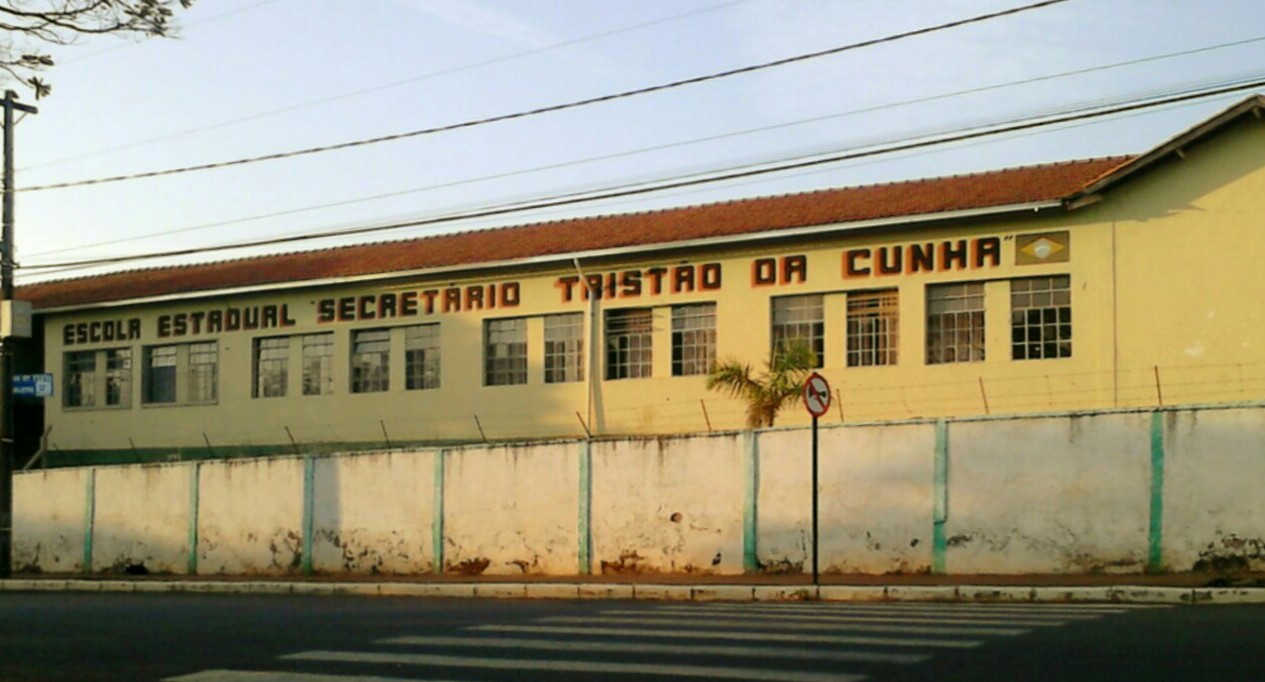
Escola Estadual Secretário Tristão da Cunha.

O município contava, em 2012, com 1 205 matrículas nas instituições de ensino da cidade, sendo que das 4 escolas que ofereciam ensino fundamental, 1 pertenciam à rede pública estadual, 3 à rede municipal no município não existem escolas particulares. O ensino médio é responsabilidade da rede estadual de ensino.
| Ensino pré-escolar | 158 | 19 | 2 |
| Ensino fundamental | 845 | 45 | 4 |
| Ensino médio       | 209 | 8  | 1 |

### Saúde
O município possuía, em 2012, 6 estabelecimentos de saúde, entre hospitais, pronto-socorros, postos de saúde e serviços odontológicos. Em 2012, 99,4% das crianças menores de 1 ano de idade estavam com a carteira de vacinação em dia. Em 2014, foram registrados 74 nascidos vivos, ao mesmo tempo que o índice de mortalidade infantil foi de 0 óbitos de crianças menores de cinco anos de idade a cada mil nascidos vivos. Em 2013, 10,5% das crianças que nasceram no Município eram de mães adolescentes, o que representa 1 a cada 10 nascidos vivos. 61,6% das crianças menores de 2 anos de idade foram pesadas pelo Programa Saúde da Família em 2013, sendo que 2% destas estavam desnutridas. 

### Habitação, serviços e comunicações
Divisa Nova contava em 2010, com 1 774 domicílios. Deste total, 1 321 eram próprios, sendo 1 277 próprios já quitados e 44 próprios em aquisição, 222 eram alugados; 227 imóveis foram cedidos, sendo 98 cedidos por empregador e 129 cedidos de outra maneira; e 4 foram ocupados de outra forma. Em 2010, não havia moradores urbanos vivendo em aglomerados subnormais (favelas e similares).
O serviço de abastecimento de energia elétrica é feito pela Companhia Energética de Minas Gerais(CEMIG), sendo que em 2010, segundo o IBGE, 1 768 domicílios (99,65% do total) possuíam acesso à rede elétrica.
Já o fornecimento de água e a coleta de esgoto da cidade são feitos pela Copasa e em 2008, havia 1 598 unidades consumidoras e eram  distribuídos em média 850 m³ de água tratada por dia. Segundo o IBGE, em 2010, 92,88 dos domicílios eram atendidos por água. E 1 776 domicílios (99,67% do total) possuíam banheiros para uso exclusivo das residências.
O código de área (DDD) de Divisa Nova é 035 e o Código de Endereçamento Postal (CEP) é 37142-000.

### Transportes

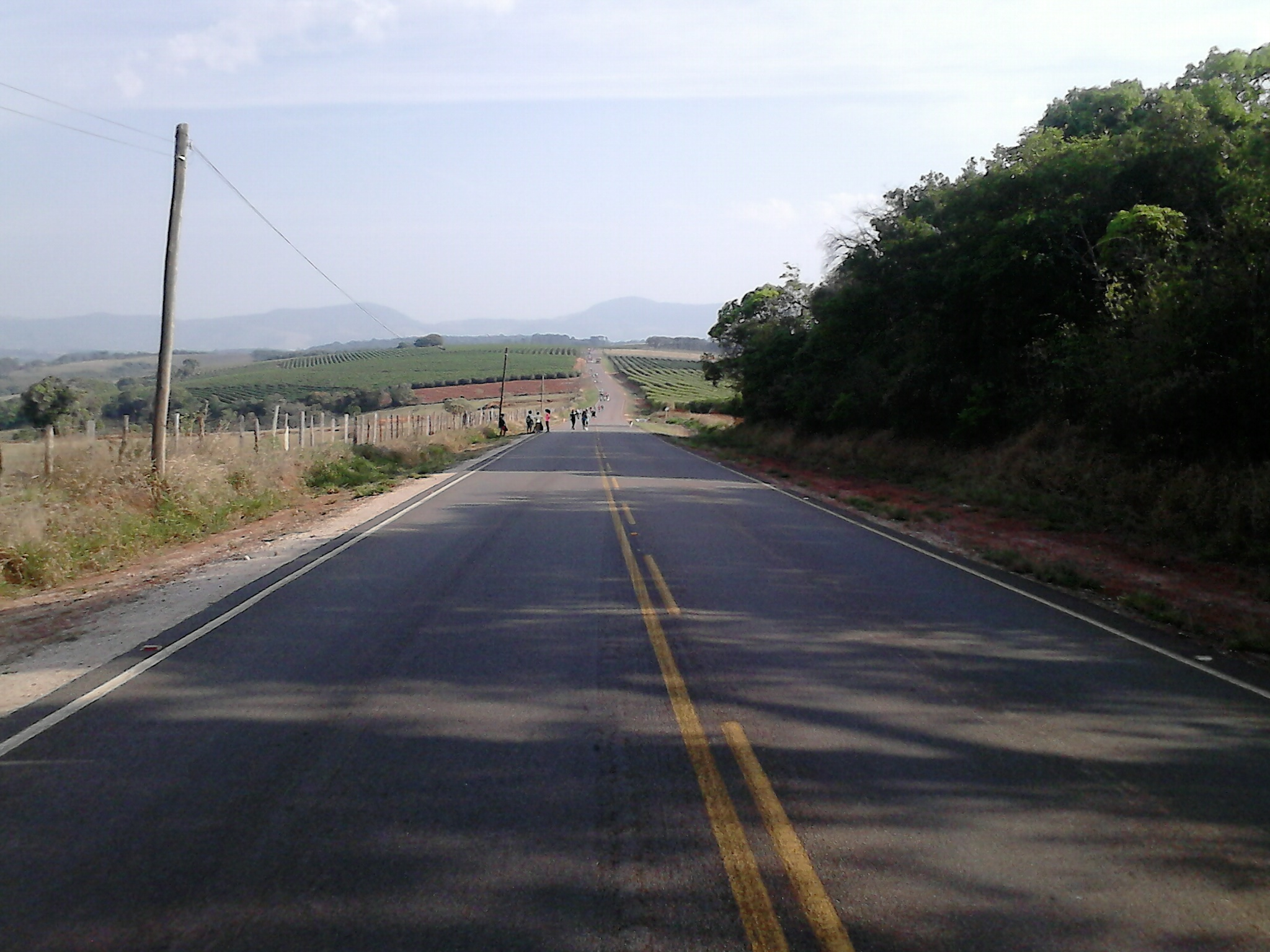
Rodovia estadual LMG-880

A frota municipal no ano de 2012 era de 2 377 veículos, sendo 1 473 automóveis, 103 caminhões, sete caminhões-trator, 209 caminhonetes, 52 caminhonetas, 33 micro-ônibus, 427 motocicletas, 30 motonetas, 41 ônibus e dois utilitários. O município de Divisa Nova conta com a rodovia estadual LMG-880 que faz à ligação com à BR-491 e ao município de Botelhos. E com uma rodovia municipal parcialmente pavimentada denominada rodovia municipal Nên Paulino que liga o município a Cabo Verde. A Viação Rápido Campinas mantém linhas diárias regulares que ligam a cidade a Alfenas, Botelhos, São Gonçalo de Botelhos e Poços de Caldas.

## Administração

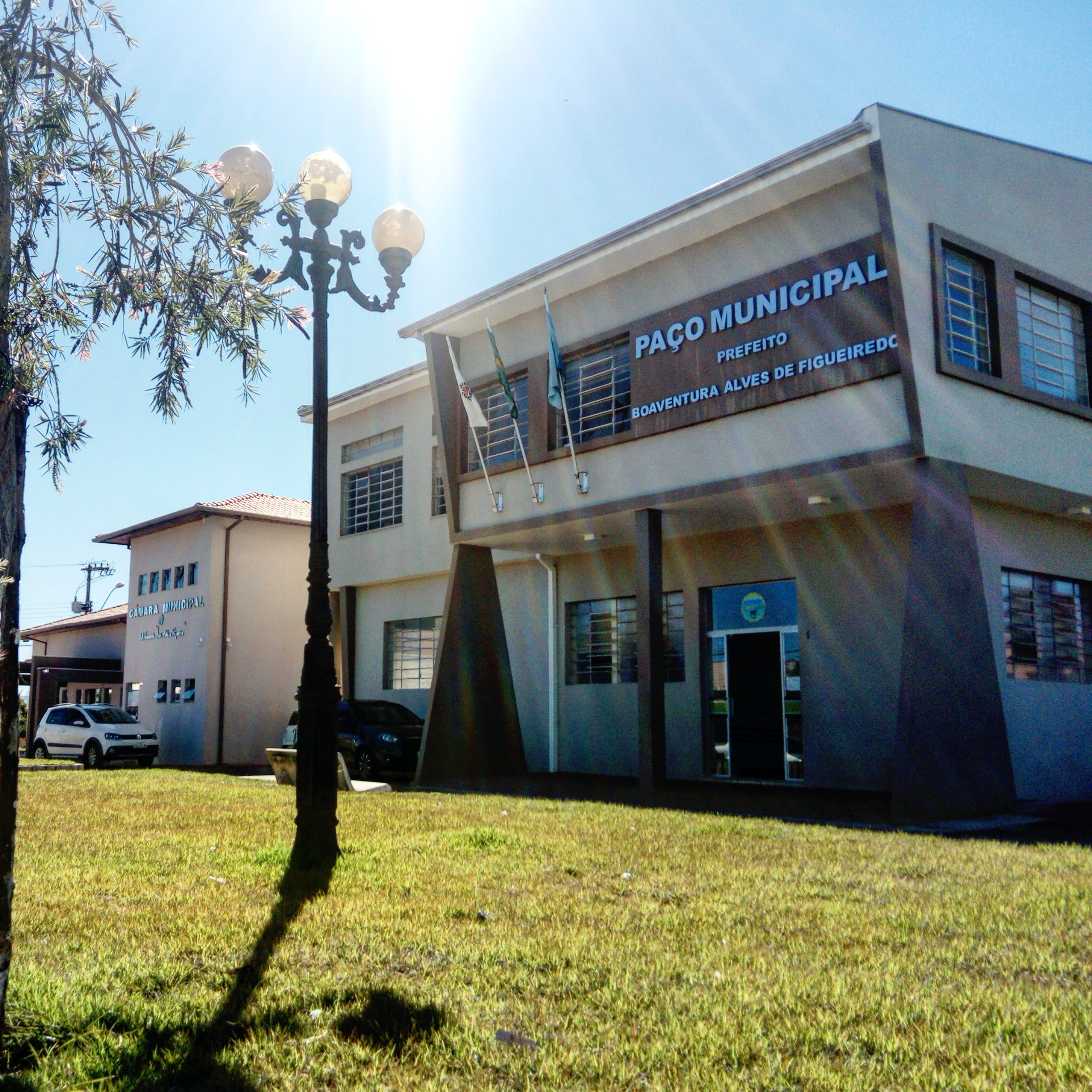
Paço Municipal.

A administração municipal se dá pelos poderes executivo e legislativo. O representante do poder executivo de Divisa Nova eleito nas eleições municipais em 2020 foi José Luiz de Figueiredo, do Democratas, que conquistou um total de 2 551 votos (70,90% dos votos válidos), tendo Vanderlei Carlos Machado como vice-prefeito. O município possuía, em dezembro de 2020, 4 853 eleitores, de acordo com o Tribunal Superior Eleitoral (TSE), o que representa 0,031% do eleitorado mineiro.
O poder legislativo, por sua vez, é constituído pela câmara, composta por 9 vereadores eleitos para mandatos de quatro anos (em observância ao disposto no artigo 29 da Constituição). Cabe à casa elaborar e votar leis fundamentais à administração e ao executivo, especialmente o orçamento participativo (Lei de Diretrizes Orçamentárias).
O município pertence à comarca de Cabo Verde, que se localiza na sede do município homônimo. Classificada como de primeira entrância, foi instalada em 11 de abril de 1892.

## Cultura

### Instituições culturais
Divisa Nova conta com um conselho municipal de cultura e conselho municipal de preservação do patrimônio, sendo ambos paritários, de caráter consultivo, deliberativo, normativo e fiscalizador e criados em 2009. Também há legislações municipais de proteção aos patrimônios culturais material e imaterial, ministradas por uma secretaria municipal que atua órgão gestor da cultura no município. Dentre os espaços culturais, destaca-se a existência de uma biblioteca mantida pelo poder público municipal, estádios ou ginásios poliesportivos, segundo o IBGE em 2005 e 2012.
Também há existência de equipes artísticas de Música, Corais e grupos de folia de reis de acordo com o IBGE em 2014. O artesanato também é uma das formas mais espontâneas da expressão cultural divisanovense, sendo que, segundo o IBGE, as principais atividades artesanais desenvolvidas são o bordado, a renda, produção de objetos de fibras vegetais e a manutenção da culinária típica.

### Eventos Culturais
O município conta com várias manifestações culturais que atraem sempre uma grande quantidade de pessoas. As principais são:
- Folia de Reis (janeiro).
- Festa em Homenagem a São Sebastião realizada no dia 20 de janeiro.
- Festas Juninas.
- Divisaneja festa com shows sertanejos que antecede o desfile de cavaleiros.
- Desfile de Cavaleiros e amazonas (julho ou agosto).
- Noite da Música Cristã (julho).
- Caminhada Ecológica realizada no Dia da Árvore (21 de setembro), trata-se de uma caminhada até a milenar árvore jequitibá-rosa.
- Comemoração do dia da Pátria (7 de setembro).
- Comemoração do aniversário do Município (8 de dezembro).[72]

## Igreja Católica

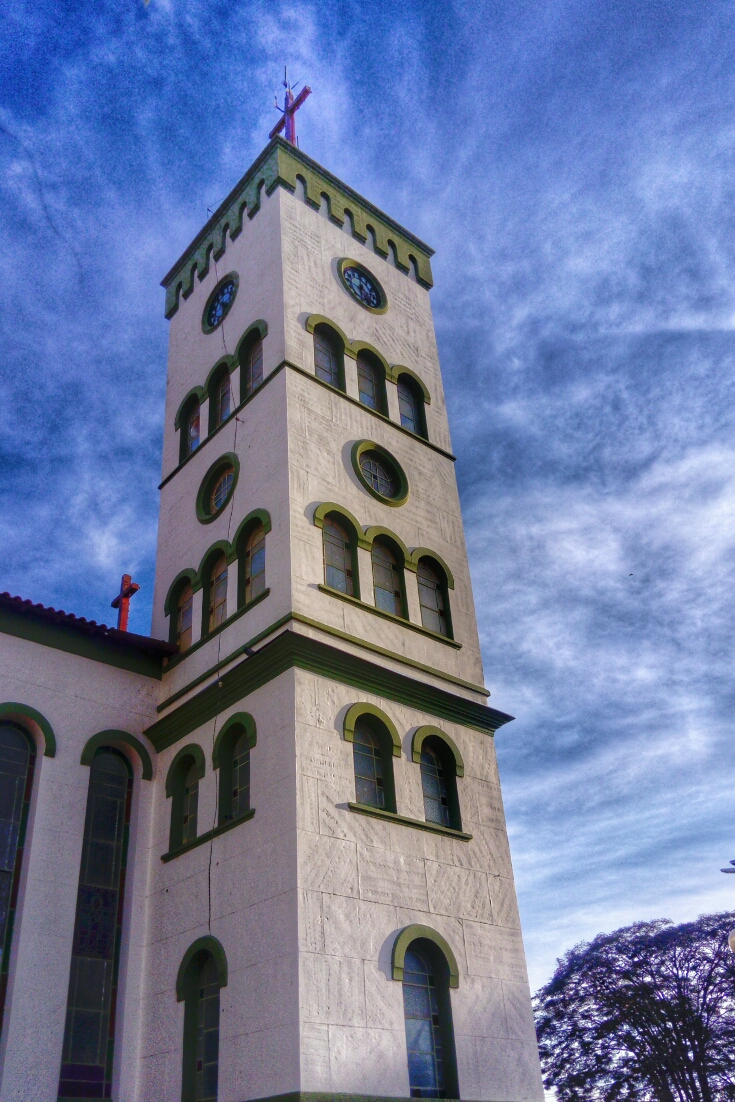
Igreja Matriz de Nossa Senhora da Conceição.

O município pertence à Diocese de Guaxupé.